# Eibe am Neuländer Deich

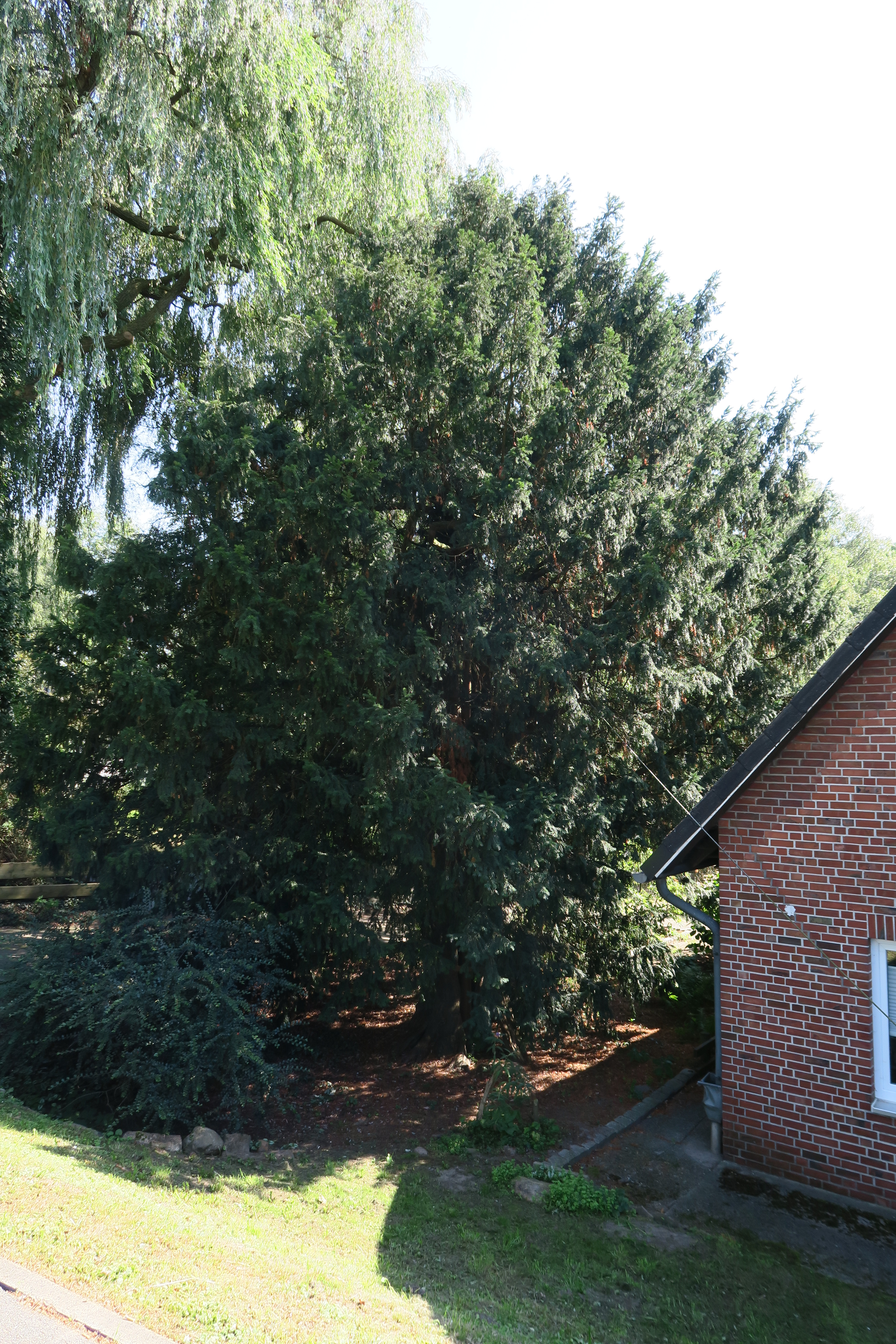
Gesamtansicht der Eibe

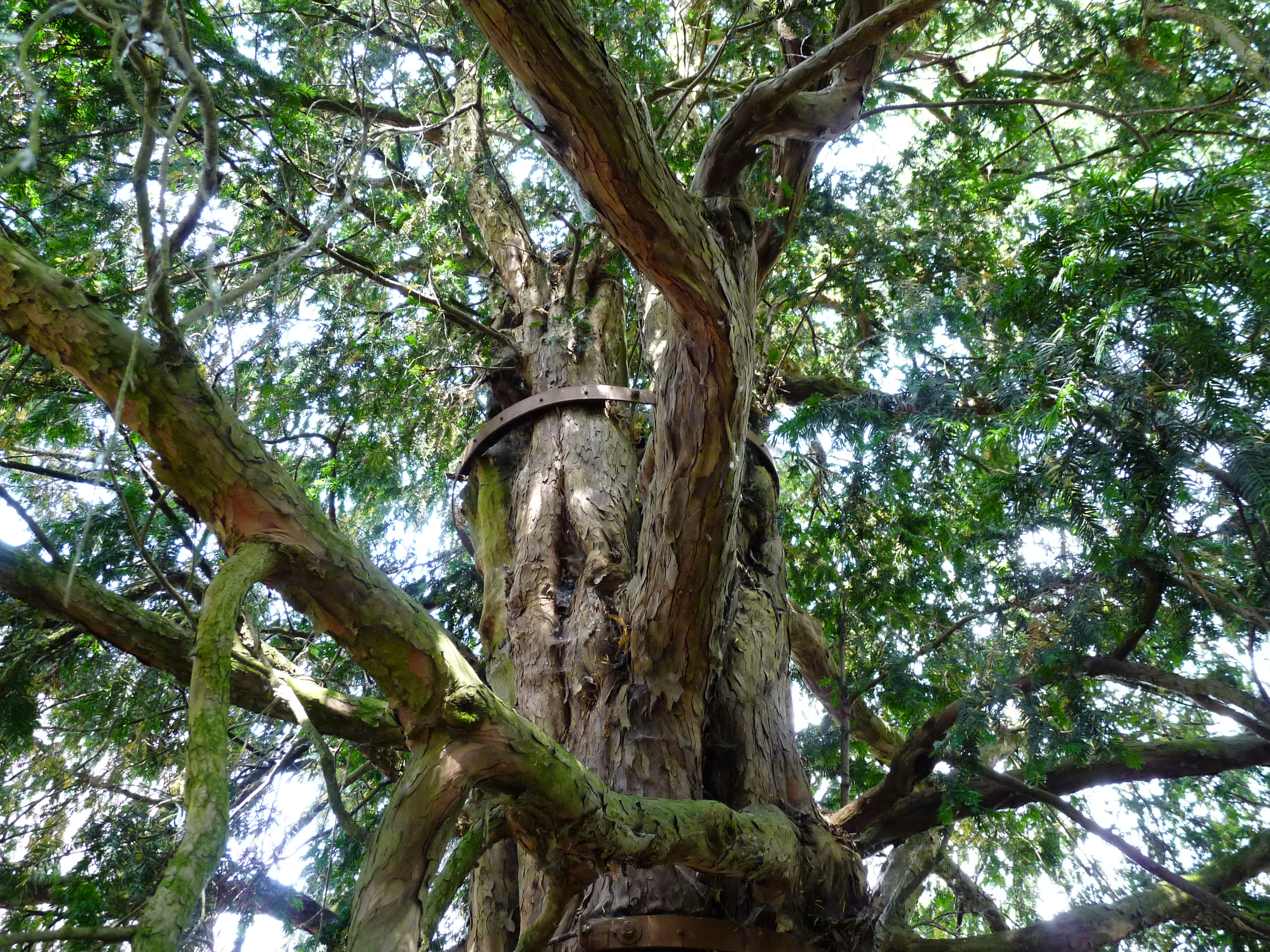
Eibe am Neuländer Deich

Die Eibe am Neuländer Deich in Hamburg-Neuland ist Hamburgs ältester Baum. Ihr Alter wird häufig mit 800–1000 Jahre angegeben, der Hamburger Umweltatlas nennt hingegen vorsichtiger nur „über 200 Jahre“. Seit dem 3. November 1936 ist die Eibe als Naturdenkmal ausgewiesen.
Die Eibe hat einen fast drei Meter großen Umfang und ist von innen hohl. Damit sie nicht umfällt, wird sie gestützt und mit Metallringen zusammengehalten. Sie befindet sich auf einem Privatgrundstück am Neuländer Elbdeich 198 und kann von der Straße aus eingesehen werden.